# Mister Aufziehvogel
Mister Aufziehvogel (jap. ねじまき鳥クロニクル Nejimakidori Kuronikuru) ist ein Roman von Haruki Murakami. Erzählt wird die Geschichte Toru Okadas und seiner Frau Kumiko. Arbeits- und orientierungslos begibt sich Toru, nachdem Kumiko ihn verlassen hat, auf eine Suchreise nach ihr und zugleich sich selbst und gerät in dunkle labyrinthische Grenzbereiche der Realität und Phantastik. Das Buch erschien erstmals 1994/95 auf Japanisch und 1998 in der deutschen Übersetzung der amerikanischen Fassung von Giovanni und Ditte Bandini. Im Oktober 2020 wurde unter dem Titel Die Chroniken des Aufziehvogels eine Neuübersetzung aus dem Japanischen von Ursula Gräfe publiziert.

## Inhalt

### Überblick
Die Chroniken des Aufziehvogels sind in drei Bücher unterteilt:
1. Buch: Die diebische Elster[4] (泥棒かささぎ編, Dorobō kasasagi hen), Juni–Juli 1984.
2. Buch: Vogel als Prophet[5] (予言する鳥編, Yogen suru tori hen), Juli–Oktober 1984.
3. Buch: Der Vogelfänger[6] (鳥刺し男編, Torisashi otoko hen), Oktober–Dezember 1985.

Nach sechsjähriger, scheinbar zufriedener Ehe verlässt Kumiko Okada plötzlich ihren Mann Toru. Bei der Suche nach den Ursachen gerät er in eine rätselhafte Doppelwelt, in der reale in traumartige Handlungen übergehen. Hinter der alltäglichen sichtbaren Realität verbergen sich dämonische Kräfte, die den Menschen beeinflussen und versuchen, ihm seine Willensfreiheit zu nehmen. Der Wirtschaftsprofessor Noboru Wataya ist die Verkörperung dieser Dämonie, privat und machtpolitisch. Er bindet nicht nur seine beiden Schwestern körperlich-seelisch an sich und verhindert ihre Entwicklung zu eigenständigen Persönlichkeiten, sondern gewinnt durch seine charismatisch-demagogischen Fernsehauftritte die Wahl in seinem Bezirk und wird Unterhaus-Abgeordneter. Kumiko unternimmt durch ihre Heirat einen Befreiungsversuch. Dies hat jedoch ihre Persönlichkeitsspaltung und die Entfremdung von Toru zufolge.
Toru erhält im Kampf um seine Frau Unterstützung von zwei Heilerinnen und Hellseherinnen, Muskat und Malta Kano, die sich bemühen, ihre Klienten vor dämonischen Mächten zu schützen und ihnen zu einem neuen Leben zu verhelfen. In dieser Zeit der Orientierungssuche lernt Toru, scheinbar zufällig, Menschen kennen, die ihm ihre meist tragischen Lebensgeschichten - Kindheits- bzw. Kriegstraumata, Verlust ihrer Persönlichkeit und Erstarrung ihrer Empfindungsfähigkeit, metaphysische Erlebnisse usw. – erzählen, die sich zu Murakamis Bild der japanischen Gesellschaft zur Entstehungszeit des Romans zusammenfügen. Durch diese Begegnungen und seine Traum-Erfahrungen erhält Toru Einblicke in das abgründige geheime Leben der Menschen.
Der zweite Schwerpunkt des Romans, der v. a. im dritten Buch in Parallelführung die Haupthandlung unterbricht, erzählt vom Ende des Zweiten Weltkriegs in der von Japanern beherrschten mandschurischen Provinz Manchukuo bzw. einem Kriegsgefangenenlager in Sibirien. Einige Bekannte Torus, der Hellseher Honda, dessen Freund Tokutaro Mamiya, Muskat und ihr Sohn Zimt, berichten von grausamen Kriegsereignissen, von Folter und Hinrichtungen. Die personale Verbindung der beiden Zeiten stellt Watayas Onkel her. Er entwickelte einen Plan für die japanische Besiedelung der Mandschurei und war nach dem Krieg einflussreicher Politiker. Sein Neffe Noburu wird sein Nachfolger als Abgeordneter seines Wahlkreises und gilt seinen Anhängern als Hoffnungsträger einer neuen Zeit.

### Erstes Buch
Die Handlung spielt 1984 und 1985. Toru Okada, der Erzähler, ist 30 Jahre alt und wohnt mit seiner Frau Kumiko in einem kleinen gemieteten Haus im Tokioer Stadtteil Setagaya.  Kumiko Okada ist Graphikdesignerin und arbeitet als Redakteurin in einem Zeitschriftenverlag, Toru hat seine Stelle als Gehilfe in einer Anwaltskanzlei gekündigt und verrichtet als Hausmann die täglichen Arbeiten. Das Leben der beiden scheint normal zu verlaufen, bis sich plötzlich merkwürdige Dinge ereignen:
- Eines Tages verschwindet ihr Kater und Toru lernt auf der Suche nach ihm in der Nachbarschaft die 16-jährige May Kasahara kennen. Das Mädchen erholt sich nach einem schweren Motorradunfall, bei dem ihr Freund gestorben und sie schwer verletzt worden ist, zur physischen und psychischen Regeneration im elterlichen Haus und Garten. An einigen Tagen erhebt sie, anstelle in die Schule zu gehen, im Auftrag einer Perückenfirma die Glatzenbildung der Passanten für eine Statistik. Sie gibt Okada ironisch den Namen „Herr Aufziehvogel“ (I, 5), weil er das Gefühl hat, wie der in den Gartenbäumen verborgene schnarrende Vogel, für jeden Tag das Uhrwerk des Lebens neu aufzuziehen (II, 10).
- In dieser Zeit erhält Toru einen rätselhaften Telefonsexanruf, der sich im Laufe der Handlung wiederholt und, wie er am Ende des zweiten Buches in einer Vision erfährt (Buch II, Kap. 17), ein Hilferuf seiner Frau aus einem dunklen Raum ist, die von ihrer multiplen Persönlichkeit befreit werden möchte, ihm dies aber nicht auf normalem Weg sagen kann.
- Außerdem macht Toru einige außergewöhnliche Bekanntschaften, z. B. mit den Schwestern Malta und Kreta Kano. Malta ist Hellseherin und Esoterikerin und berät ihn im Auftrag Kumikos bei der Katersuche. Kreta war lange Zeit Prostituierte, sie besitzt magische Kräfte der Gedankenübertragung und unterstützt ihre Schwester bei Trinkwasseruntersuchungen, um schädigendes Wasser zu erkennen und das körperlich-seelische Gleichgewicht durch den Wasserfluss zu fördern. Kreta hat eine schwierige Biographie mit Schmerz- und Empfindungslosigkeitserfahrungen nach einem Selbstmordversuch sowie Erinnerungsstörungen. Seit ein Verbrechersyndikat sie zur Prostitution zwang (2. Leben), fühlt sie ihren Körper als fremdes Wesen. Nachdem sie von einem ihrer Kunden, Noboru Wataya, Kumikos älterem Bruder, missbraucht und in eine Ekstase getrieben wurde, beginnt sie ihr drittes Leben, zuerst als Medium ihrer Schwester, in deren Auftrag sie z. B. bei Toru einen Sex-Traum mit ihr, bzw. der „Telefonfrau“, also Kumino in ihrer Doppelexistenz, durch magisch-geistige Übertragungen initiiert.
- Zu Beginn ihrer Ehe hatte das Ehepaar Okada Kontakt mit dem Wahrsager Honda, der im Zweiten Weltkrieg als Soldat in der Mandschurei stationiert war. Nach dessen Tod überbringt Leutnant Tokutaro Mamiya im Auftrag seines Freundes Toru ein Erinnerungsgeschenk und erzählt ihm von seinen Kriegserlebnissen (I, 12 und 13). Höhepunkt der Grausamkeit war die Folter und Häutung eines Kameraden bei lebendigem Leib durch mongolische Soldaten. Ihn selbst zwangen sie, in einen tiefen Brunnen zu springen, aus dem ihn Honda befreite. Diese Erfahrung in der Isolation des Brunnens hat sein Leben verändert. Später (III, 32 und 34) beschreibt Mamiya Toru in Briefen seine Zeit in einem sibirischen Arbeitslager, das durch den Offizier „Boris, den Schinder“ zunehmend in eine stalinistische Miniaturdiktatur umgeformt wird.

### Zweites Buch
Kumiko verlässt Toru überraschend nach sechsjähriger Ehe. Für ihn gab es keine Anzeichen, dass sie einen Geliebten hat. Später erklärt sie ihm in Briefen (II, 11, III, 40) ihre Persönlichkeitsspaltung in zärtliches Gefühl und Liebe zu ihm und zwanghafter sexuelle Lust für viele andere Männer mit der Folge einer Geschlechtskrankheit. Toru gerät in eine Lebenskrise und klettert, motiviert durch die Erzählungen Mamiyas, mit einer Strickleiter in den ausgetrockneten Brunnen auf einem verlassenen benachbarten Grundstück. Dort denkt er über sich und seine Beziehung zu Kumiko nach und erinnert sich daran, wie er sie kennengelernt hat und wie sie miteinander scheinbar glücklich lebten, obwohl sie Symptome einer zeitweiligen Desorientierung bzw. Bewusstlosigkeit zeigte. Er hat jedoch nicht versucht, diese Rätsel zu ergründen, auch nicht, als sie sich vor einigen Jahren zu einer Abtreibung entschloss. Während seines Brunnen-Gefängnisses überschreitet Toru in einem Traum die Realitätsgrenzen, betritt durch flexible Wände ein labyrinthisches Hotel, in dessen Foyer Noboru Watayas Anhänger die Rede ihres Führers auf einem Monitor verfolgen. In einem dunklen Zimmer begegnet er der Telefonfrau (II, 8).
May Kasahara beobachtet interessiert Torus Brunnen-Experiment, um die Labor-Situation zu steigern, beobachtet ihn wie ein Versuchstier und befragt ihn über seine neuen Lebens- und Todeserfahrungen. Sie selbst hat auf der rasanten Motorradfahrt mit ihrem Freund ein grenzwertiges Erlebnis provoziert. Jetzt zieht sie die Strickleiter aus dem Brunnen, um seine Isolationsangst bis zum Kipppunkt der Panik zu treiben, und lässt ihn hilflos zurück. May verlässt bald die Stadt, arbeitet nach dem kurzen Besuch einer Internatsschule in einer Perückenfabrik in den Bergen und beschreibt ihm in einer Serie von Briefen (III, May Kasaharas Betrachtungen) den Alltag einer Arbeiterin in einer großen Halle und die mechanischen Abläufe der Knüpftechnik. Für die meisten ihrer Kolleginnen ist es nur eine ca. dreijährige Übergangszeit zwischen Schule und Heirat für sie eine Orientierungszeit. Im letzten Romankapitel (III, 41) besucht Toru sie und will mit ihr in Kontakt bleiben.
Drei Tage später wird Toru von Kreta im Brunnen entdeckt, als sie ihn besuchen will und sein Haus verlassen vorfindet, und er kehrt mit einem dunklen Mal in seinem Gesicht in sein Haus zurück. Kreta hat sich aus ihrem zweiten, unfreien Leben gelöst und will ihr drittes mit einem neuen Namen und einem Kreta-Aufenthalt beginnen (II, 14). Sie lädt Toru ein, mit ihr zu schlafen und sie auf ihrer Reise zu begleiten.
Er sieht zwar die Möglichkeit, sich in Europa aus seinen rätselhaften Verstrickungen zu lösen, will aber zuerst durch eine Art Meditation zu einem Entschluss kommen. Um seinen Kopf zu entleeren, betrachtet er in Shinjuku von einer Bank aus elf Tage lang den Strom der vorbeiziehenden Passanten, ohne zu sprechen, zu denken und zu fühlen. Als er meint, einen Musiker zu erkennen, den er mit seiner Krise in Verbindung stehen könnte, folgt er ihm und wird von ihm angegriffen. Er verteidigt sich nicht nur, sondern steigert sich in eine maßlose Wut, prügelt mit einem Baseball-Schläger den ihn trotz seiner Verletzungen auslachenden Gegner brutal zusammen und läuft davon. In der Nacht träumt er von seinem Kampf und entscheidet, nicht von seinen Problemen wegzulaufen, sondern in Japan zu bleiben, das Rätsel um Kumiko zu lösen und zu versuchen, sie in seine Welt zurückzubringen.

### Drittes Buch
Im ein Jahr später spielenden dritten Buch wechselt das Personal um Toru. Die Schwestern Kano verschwinden aus seinem Gesichtskreis und die Briefe Mays mit ihren Betrachtungen
erreichen ihn nicht. Neue Bekanntschaften mit Muskat und ihrem Sohn Zimt dominieren seine Handlungen.
In Erinnerung an sein Traumerlebnis und seine Vision von Kumiko als Telefonfrau vermutet Toru einen Zusammenhang zwischen dem Brunnen mit der in seinem Traum durchlässigen Wand zur Telefonfrau, dem geheimnisvollen Gesichtsfleck und seiner Frau. Da er von einem Immobilienmakler erfährt, dass das Brunnengrundstück wegen einiger Todesfälle unter seinen Bewohnern kaum verkäuflich ist, spielt er mit dem Gedanken, es zu einem günstigen Preis mit einem Lotteriegewinn zu erwerben. Doch es ergibt sich eine andere Einnahmequelle.
In Shinjuku interessiert sich eine Modedesignerin und Heilerin, genannt Muskat Akasada, für sein Mal, das sie an das ihres Vaters erinnert. Sie kleidet ihn neu ein und trifft sich mit ihm in noblen Restaurants, wo sie ihm von ihrer Flucht aus Manchukuo am Ende des Zweiten Weltkrieges, von ihrer Ehe- und Berufsgeschichte und ihrem mit sechs Jahren sprachlos gewordenen Sohn Zimt erzählt. Sie betreibt als Handauflegerin eine als exklusiver Modesalon getarnte okkulte Praxis und wirbt ihn als Medium für eine Art Berührungstherapie ihrer psychisch kranken vermögenden Kundinnen an. Offenbar hat der dunkle Fleck eine magisch-orgastische Wirkung sowohl auf Toru als auch auf die ihn berührenden Frauen. Diese fürchten bei Bekanntwerden der Behandlungen um den Ruf ihrer gesellschaftlich angesehenen Familien und legen Wert auf äußerste Diskretion. Deshalb übernimmt Muskat das Brunnengrundstück, lässt es durch hohe Mauern absichern und ein kleines Haus für die Geheimtreffen bauen. Toru zahlt den Kaufpreis in Raten und soll später der Besitzer werden. Muskats Sohn Zimt macht die Termine für die esoterischen Sitzungen aus und organisiert den Ablauf. Seine Freizeit verbringt Toru mit Meditationen im Brunnen, wo er durch Konzentration seiner Kräfte das „Dimensionstor“ zur Grenzüberschreitung in Kumikos Welt sucht. Da nach über einem Jahr sein Kater wieder auftaucht, sieht er sich auf der richtigen Spur.
In dieser Zeit erscheinen einige Zeitungsartikel mit Spekulationen über die rätselhaften Vorgänge in dem abgeschotteten Areal. Um die Identität der Kundinnen zu schützen, bricht Muskat Akasaka die Behandlungen ab und beabsichtigt, das Grundstück zu verkaufen. Auch Noboru Wataya hat herausgefunden, dass sein Schwager in geheime Geschäfte verwickelt ist. Er ist als Nachfolger seines Onkels zum Abgeordneten gewählt worden, beginnt eine politische Karriere und fürchtet in einen Skandal hineingezogen zu werden. Deshalb will er die Aktionen seines Schwagers beenden. Er schickt seinen zwielichtigen Agenten Ushikawa, der schon für seinen Onkel gearbeitet hat, zu ihm und bietet ihm einen Deal an. Wenn er das Grundstück und seine Tätigkeiten aufgebe, werde er ein Gespräch mit Kumiko arrangieren. Toru fürchtet, von Wataya abhängig zu werden, stimmt aber der Internet-Korrespondenz mit seiner Frau zu. Diese ergibt jedoch nicht Neues: Kumiko wiederholt ihren Wunsch nach Trennung. Sie habe bereits vor ihrer Ehe in ihrer Familie in einem von seiner Welt getrennten Raum gelebt und ihre Hoffnung auf Befreiung habe sich nicht erfüllt, sondern sie habe sich zum Schlechten verändert. Toru widerspricht ihr, er werde weiterhin nach ihr suchen. Dies gelingt ihm durch eine Traumreise in Watayas Hotel (III, 33). Dort kommt es zu Showdown. Toru schlägt Noboru mit dem Baseballschläger nieder und wacht im Brunnen, der jetzt wieder Wasser führt, auf. Das Mal in seinem Gesicht ist verschwunden. Aus der Zeitung erfährt Toru, dass sein Schwager in Nagasaki bei einer Veranstaltung einen Gehirnschlag erlitten habe und im Koma liege. In ihrem Internetbrief gesteht Kumiko ihm ihre sexualmagische Manipulation und geistige Freiheitsberaubung durch den Bruder, die sie zu unkontrollierbarer Begierde getrieben habe. Sie kenne nicht ihr wahres Ich. Sie werde ihren Bruder töten, um sich von ihm zu befreien und ihrem Leben einen Sinn zu geben (III, 40). Sie fährt ins Krankenhaus, schaltet die Geräte aus und stellt sich der Polizei. Ihr weiterer Lebensweg bleibt offen, ebenso der Torus. Er will in seinem Haus weiter auf Kumiko warten. Im letzten Kapitel „Abschied“ besucht er May Kasahara in ihrer Orientierungsphase in den Bergen.

## Publikationsgeschichte
Von Murakamis Aufziehvogel-Roman gibt es mehrere Versionen:
- 1986 erschien das erste Kapitel des Romans in der Literaturzeitschrift Shinchō als Kurzgeschichte Der Aufziehvogel und die Dienstagsfrauen, die vom arbeitslosen Hausmann Toru Okada, den Telefongesprächen und seiner Suche nach seinem verschwundenen Kater handelt. Sie wurde in Deutschland 1995 in der Übersetzung von Nora Bierich in dem Erzählband Der Elefant verschwindet[10] veröffentlicht.
- Aus diesem Erzählkern entwickelte der Autor die 1994/95 publizierte Trilogie Mister Aufziehvogel (jap. ねじまき鳥クロニクル Nejimakidori Kuronikuru). Im Laufe seiner Schreibarbeit strich Murakami ganze Kapitel wegen, seiner Meinung nach, Unstimmigkeiten mit dem Gesamtbild und verwendete sie in seinem Roman Gefährliche Geliebte, der vor Mister Aufziehvogel 1992 erschien.[11]
- Die US-amerikanische Übersetzung Jay Rubins wurde 1997 unter dem Titel The Wind-Up Bird Chronicle veröffentlicht. Rubin nahm im Auftrag des Verlags mehrere Kürzungen vor.[12][13] Bei einer Gesprächsrunde wurde außerdem bekannt, dass es auch Unterschiede zwischen der japanischen Hardcover- und der Taschenbuchausgabe gibt.[14]
- Rubins amerikanische Version wurde von Giovanni und Ditte Bandini ins Deutsche übertragen und erschien 1998 bei DuMont. Im japanischen Original erschien die Geschichte als Trilogie. In Deutschland wurden die drei Teile in einem Buch veröffentlicht.
- Im Oktober 2020 veröffentlichte der Dumont-Verlag unter dem Titel Die Chroniken des Aufziehvogels eine deutsche Übersetzung aus dem Japanischen von Ursula Gräfe.[15] Gräfe begründet ihre gegenüber der alten Version 300 Seiten längere und stilistisch andere Übersetzung: «interessante und relevante Abschnitte» hätten gefehlt, nun gebe es einen «deutlichen Mehrwert». Sie habe sich bemüht, Murakamis Credo einer «gewissen Einfachheit der Sprache» im Deutschen umzusetzen.[16]

## Auszeichnungen
- Yomiuri-Literaturpreis 1995, der Murakami von einem seiner schärfsten ehemaligen Kritiker, Kenzaburō Ōe, verliehen wurde.
- 2014: The Telegraph-Liste der 10 besten asiatischen Romane aller Zeiten[17]
- 2023: Zeit-Bibliothek der Weltliteratur „100 Bücher, 100 Gefährten“[18]

## Rezeption
In den Rezensionen der überregionalen Presse wurde der Aufziehvogel gattungsmäßig unterschiedlich eingeordnet - Postmoderne, Magischer Realismus, Entwicklungsroman, Moderne Queste, Fantasy bzw. Trivialliteratur oder allegorische Liebesgeschichte - und kontrovers bewertet:
Kakutani bezeichnet in The New York Times The Wind-Up Bird Chronicle zwar als sehr ambitionierten Roman, der nicht nur Themen und Motive früherer Werke des Autors rekapituliere, sondern versuche, diesem Material gewichtige mythische und historische Bedeutung zu geben. Das sei jedoch nur in einigen Szenen antiker Komik oder erschütternder historischer Kraft gelungen. Solche Momente würden sich nicht zu einem befriedigenden, ausgereiften Werk, sondern zu einem fragmentarischen und chaotischen Buch summieren. Das Verwirrspiel der Puzzle-Geschichte suggeriere, dass die Welt ein mysteriöser Ort mit durchlässigen Grenzen zwischen Realität und Fantasie sei und dass Vernunft und Logik nutzlose Werkzeuge in einer unverständlichen Welt seien. Doch diese Erkenntnis bedeute für die Leser ein Pyrrhussieg: „Für die meisten von uns soll Kunst mehr tun, als nur die Verwirrungen der Welt zu spiegeln. Schlimmer noch, Wind-Up Bird wirkt oft so chaotisch, dass seine fragmentarische Struktur sich weniger wie eine künstlerische Entscheidung anfühle als ein Widerwille des Autors, sein Manuskript noch einmal zu überarbeiten.“
Wackwitz' Bewertung ist ähnlich ambivalent. Einerseits würdigt er die Fähigkeit Murakamis, den Alltag mit ein paar Strichen zu zeichnen, andererseits kritisiert er, dass der Autor von seiner ökonomischen Begabung bei der Konstruktion der Gesamtanlage seiner Erzählung leider keinen Gebrauch gemacht habe, so dass sich der Leser an vielen Abenden im Roman verliere.
Die Bewunderer des Romans sehen das anders und beurteilen die Suchreise des Protagonisten, seine Begegnung mit verschiedenen Personen und ihren meist tragischen Erzählungen - Kindheits- bzw. Kriegstraumata, Verlust ihrer Persönlichkeit und Erstarrung ihrer Empfindungsfähigkeit, metaphysischen Erlebnissen usw. - als großes Panoramabild mit thematischen Vernetzungen und Bezügen zur japanischen Gesellschaft zur Entstehungszeit des Romans. Die vielfältigen Handlungen würden „Falltüren unter dem alltäglichen Leben“ öffnen.
Wellershoff verteidigt Murakami gegen seine Kritiker, die ihm vorwerfen, sich „von der steifen, feinziselierten japanischen Literaturtradition“ verabschiedet und „zu einer neuen, schnelleren und amerikanischeren Sprache“ gefunden zu haben, und ihn der „Populärliteratur“ zuordnen. Der vom Autor als sein Hauptwerk bezeichnete Roman sei bei aller Leichtigkeit viel zielstrebiger konstruiert und komme „ohne jene Fantasy-Elemente aus, die seine Werke oft ins Skurrile ziehen“. Diese politisch-gesellschaftliche Ebene des Romans könne man durch Äußerungen des Autors belegen: Murakami erklärte seine Beliebtheit beim 20- bis 30-jährigen Publikum, das sich in der Phase der Identitätsfindung bewegt, mit der Situation in seinem Land: „Die meisten meiner Leser hassen ihre Arbeit und die Zwangsidentifikation mit der Firma, sie wollen frei und unabhängig sein, aber sie haben auch Angst davor.“ Doch nicht nur die jüngere Generation, sondern ganz Japan befinde sich in einer Identitätskrise. Das Land habe seinen Bewohnern heute keine Geschichten mehr zu bieten, an die sie glauben könnten. Vor dem Zweiten Weltkrieg habe es den Mythos vom Gottkaiser und von seinem Volk der Gotteskinder gegeben, danach das Wirtschaftswunder und sein fleißiges Volk. Doch seit der Rezession und den Bankenpleiten herrsche ein Identitätsvakuum. „Wir Schriftsteller hätten es füllen müssen, aber wir haben versagt. Die Sektengurus hatten bessere Geschichten.“
Diese Neuorientierung wird auch von anderen Rezensenten betont. Sie verweisen auf die Nähe des Aufziehvogels zu Murakamis Sammlung von Interviews und Essays über den Giftgasanschlag in der Tokioter U-Bahn (1995) Underground und die ebenfalls in dieser Zeit publizierte Erzählsammlung Nach dem Beben, deren Hauptfiguren gezwungen sind, sich nach dieser Katastrophe „einer Leere zu stellen, die sie jahrelang in sich getragen haben.“ Murakami reagiere auch mit seinem Aufziehvogel auf die Verunsicherungen der von der Wirtschaftskrise nach dem Zusammenbruch der so genannten Bubble Economy (Ushinawareta Nijūnen) geprägten Heisei-Zeit: Die Negativfigur des Romans, Noboru Wataya, repräsentiere den medial erfolgreichen skrupellosen und machtbewussten Politiker der Neuen Rechten. Symbolträchtig übernehme er das politische Erbe seines Onkels Yoshitaka, des technokratischen Architekten der Okkupation der Mandschurei. Der dazu passende historische Kontext werde durch Leutnant Mamiyas Erlebnisse aus dem japanisch-sowjetischen Grenzkonflikt in den Roman eingebaut.

## Adaption

### Lesung
- Ulrich Matthes. Audio-CD, Universal Music, 2004
- David Nathan. 4 Mp3-CDs mit 1715 Minuten Laufzeit. Hörbuch Hamburg, 2020

### Theater
- Live-Bühnenshow von Stephen Earnhart und Greg Pierce. Uraufführung 2011 beim Edinburgh International Festival im King’s Theatre.[27]

## Ausgaben
- Haruki Murakami: Mister Aufziehvogel. Aus dem Englischen von Giovanni Bandini und Ditte Bandini. DuMont, Köln 1998, ISBN 3-7701-4479-1.
- Haruki Murakami: Mister Aufziehvogel. Aus dem Englischen von Giovanni Bandini und Ditte Bandini. btb, München 2000, ISBN 3-442-72668-9.
- Haruki Murakami: Die Chroniken des Aufziehvogels. Aus dem Japanischen von Ursula Gräfe. DuMont, Köln 2020, ISBN 978-3-8321-8142-0.